# Ascolta il tuo cuore (singolo)
Ascolta il tuo cuore è un brano musicale della cantante italiana Laura Pausini. È il 3° singolo estratto il 13 febbraio 1997 dall'album Le cose che vivi del 1996.

## Descrizione
La musica è composta da Vito Mastrofrancesco, Alberto Mastrofrancesco e Charles Cohiba; il testo è scritto da Cheope e Laura Pausini; l'adattamento spagnolo è di Badia. Il brano inizia con un motivetto che viene suonato dalla chitarra di Gianni Salvatori. Questo motivetto, nella parte finale del brano, viene cantato anche dalla stessa Pausini.
La canzone viene tradotta in lingua spagnola con il titolo Escucha a tu corazón, inserita nell'album Las cosas que vives ed estratta come 3° singolo in America Latina. In Spagna è il 4° singolo estratto dall'album.
I 2 brani vengono trasmessi in radio; vengono realizzati i 2 videoclip.
Nel 1999 i videoclip di Ascolta il tuo cuore e di Escucha a tu corazón vengono inseriti nelle 2 VHS Video collection 93-99.

## Il video
Il videoclip (in lingua italiana e in lingua spagnola) è stato diretto dal regista Alberto Colombo e girato a Milano.

## Tracce
CDS - Promo 000499 Warner Music Italia (1997)
1. Ascolta il tuo cuore

CDS - Promo 000592 Warner Music Italia (1997)
1. Ascolta il tuo cuore (Remix)

CDS - 0630195762 Warner Music Europa (1997)
1. Ascolta il tuo cuore (Edit version)
2. Loneliness (La solitudine)
3. Ascolta il tuo cuore (Remix)

CDS - Promo 000740 Warner Music Spagna (1997)
1. Escucha a tu corazón

CDS - 3984247642 Warner Music Italia (1998)
1. Un'emergenza d'amore (Radio Edit)
2. Un'emergenza d'amore (Instrumental)
3. Ascolta il tuo cuore (Remix)
4. Angeles en el cielo

Download digitale
1. Ascolta il tuo cuore
2. Escucha a tu corazón

## Pubblicazioni
Ascolta il tuo cuore viene inserita anche nell'album The Best of Laura Pausini - E ritorno da te del 2001; in versione Live nel DVD Live 2001-2002 World Tour del 2002 (video), nell'album San Siro 2007 del 2007 (audio e video) e negli album 20 - The Greatest Hits e 20 - Grandes Exitos del 2013 (stessa traccia audio del CD San Siro 2007)
Escucha a tu corazón viene inserita anche nell'album Lo mejor de Laura Pausini - Volveré junto a ti del 2001.

## Crediti
- Laura Pausini: voce
- Massimo Pacciani: batteria
- Cesare Chiodo: basso
- Riccardo Galardini: chitarra elettrica, chitarra acustica
- Gianni Salvatori: chitarra elettrica, chitarra acustica, cori
- Eric Buffat: tastiera, cori
- Emanuela Cortesi: cori
- Kate Humble: cori
- Carole Cook: cori
- Nick Holand: cori
- Leonardo Abbate: cori
- Dado Parisini: cori
- Cani Gonzalez Fernandez: cori
- Juan Pedro Alcala: cori
- Richelieu Morris Leire: cori

## Classifiche
Posizioni massime
| Classifica (1997)            | Posizione |
| ---------------------------- | --------- |
| Stati Uniti (Latin Song)     | 16        |
| Stati Uniti (Latin Pop Song) | 4         |